# Haplochromis crebridens
Haplochromis crebridens е вид лъчеперка от семейство Цихлиди (Cichlidae).

## Разпространение
Видът е ендемичен за езерото Киву на границата на Демократична република Конго и Руанда.